# Adikos kosmos
Adikos kosmos é um filme de drama grego de 2011 dirigido e escrito por Filippos Tsitos. Foi selecionado como representante da Grécia à edição do Oscar 2012, organizada pela Academia de Artes e Ciências Cinematográficas.

## Elenco
- Antonis Kafetzopoulos - Sotiris
- Christos Stergioglou - Minas
- Theodora Tzimou - Dora
- Minas Hatzisavvas
- Efthymis Papadimitriou - Dimitriou
- Yorgos Souxes - Inspetor
- Laya Yourgou
- Myrna Tsapa - Georgia
- Sofia Seirli - Lena